# Csenge Fodor
Csenge Fodor (født 23. april 1999 i Keszthely) er en ungarsk håndboldspiller som spiller for Győri Audi ETO KC.